# Kuehne + Nagel
Kuehne + Nagel International AG (Kühne + Nagel) – globalne przedsiębiorstwo transportowo-logistyczne z siedzibą w Schindellegi w Szwajcarii. Zostało założone w roku 1890 w Bremie przez Augusta Kühne i Friedricha Nagla.
Według stanu na kwiecień 2025 roku, Grupa Kuehne+Nagel zatrudniała ponad 80 000 pracowników w blisko 1300 miejscach w 100 krajach, dzięki czemu była jedną z największych firm logistycznych na świecie. Prowadziła działalność związaną ze spedycją morską, lotniczą, drogową, a także logistyką kontraktową, skupiając się na zapewnieniu zintegrowanych informatycznych rozwiązań logistycznych.

## Historia
Na początku swojej działalności, pod koniec XIX wieku, August Kühne i Friedrich Nagel koncentrowali się na imporcie i eksporcie bawełny, drewna, cukru, zbóż i paszy dla zwierząt. W roku 1902 rozszerzyli swoją działalność o niemieckie miasto Hamburg. W kolejnych latach, syn Augusta, Alfred Kühne uplasował firmę wśród liderów w obszarze spedycji w Niemczech oraz poczynił pierwsze kroki do jej umiędzynarodowienia. Przedsiębiorstwo Kuehne + Nagel rozszerzyło swoją działalność o Kanadę, otwierając filie w Toronto i Montrealu. Na początku lat 60. XX wieku, Klaus Michael Kühne zrealizował swoją wizję utworzenia globalnej sieci i rozszerzył działalność o brytyjskie, holenderskie i włoskie firmy zajmujące się przewozem towarów, a także objął hiszpańską firmę Transportes Tres i skoncentrował się na przejęciach w krajach skandynawskich. W roku 1975 spółka przyjęła strukturę holdingową i utworzyła Kuehne + Nagel International AG z siedzibą w Schindellegi w Szwajcarii. W maju 1994 roku Kuehne+Nagel trafiło na giełdę. Notowane było w Zurychu i Frankfurcie, co stanowiło podstawę do dalszych przejęć giełdowych. Od tego czasu Kuehne+Nagel przekształciła się w światowego dostawcę innowacyjnych i w pełni zintegrowanych rozwiązań w zakresie łańcucha dostaw.

## Działalność w Polsce
W Polsce Kuehne+Nagel rozpoczęła działalność 19 kwietnia 1992 roku w Poznaniu. Początkowo Kuehne+Nagel oferowało lokalnym klientom usługi transportu morskiego, a po roku działalności uruchomiło pierwszy magazyn dla klienta. Firma zarządza powierzchnią magazynową ponad 250 000 m². W zakresie logistyki świadczy pełny zakres usług spedycji drogowej, morskiej, lotniczej, kolejowej oraz usługi logistyki kontraktowej, zintegrowanej oraz logistyki projektów.
Kuehne+Nagel działa w 28 miejscach i zatrudnia ponad 1 700 pracowników.

## Usługi i systemy

### Usługi i rozwiązania
- transport drogowy[6],
- transport lotniczy[7],
- transport morski[8],
- transport kolejowy[9],
- logistyka kontraktowa/magazynowanie oraz usługi dodatkowe[10],
- logistyka zintegrowana[11],
- logistyka projektów[12].

Rozwiązania Kuehne+Nagel w zakresie usług logistycznych obejmują wszystkie branże z uwzględnieniem ich specyfiki.

### Systemy
- seaexplorer[14] – platforma dostarczająca dane, uzyskane w czasie rzeczywistym odnośnie do całej sieci wysyłkowej. Daje możliwość namierzania przesyłek w trakcie transportu oraz ułatwia planowanie i zlecanie transportu.
- myKN[15] – rozwiązanie ułatwiające sterowaniem łańcucha dostaw i pozwalające skutecznie zarządzać działaniami logistycznymi. Przetwarza dane, daje pełną widoczność wszystkich rodzajów transportu, miejsc, partnerów i procesów.

## Zrównoważony rozwój
Program zrównoważonego rozwoju Kuehne+Nagel obejmuje aspekty środowiskowe, społeczne i te związane z ładem korporacyjnym. Firma jest zaangażowana w inicjatywę Science-Based Target i znajduje się na drodze do bezemisyjnego modelu biznesowego. Wdraża inicjatywy UN Global Compact i Cele Zrównoważonego Rozwoju ONZ. Jednocześnie realizuje politykę różnorodności i integracji.
Kuehne+Nagel pozycjonuje cele zrównoważonego rozwoju jako strategiczne. Filarami są m.in. zaangażowanie i współpraca z klientami, współdziałanie z przewoźnikami, podwykonawcami oraz promowanie i wykorzystanie zrównoważonych paliw, energii odnawialnej i technologii pośrednich dla transportu. Firma wdraża technologie pomostowe, aby umożliwić klientom redukcje emisji w ich łańcuchach dostaw, głównie to biopaliwa lotnicze (SAF), drogowe (HVO) i morskie (SME). Pozwalają one redukować emisje CO2 nawet do 95 proc., a emisje resztkowe kompensować. Oprócz stosowania rozwiązań technologicznych firma umożliwia redukcję emisji w całym łańcuchu wartości dzięki zastosowaniu mechanizmu Book & Claim. W ramach podejścia „mierz, unikaj, redukuj” rekomentowanego przez SBTi (Science Based Target Initiative) firma oferuje klientom kompleksowy przegląd emisji, oferując stały dostęp do danych, pozwalających podejmować decyzje biznesowe dotyczące optymalizacji tras, ograniczania kosztów i wpływu na środowisko. Firma podejmuje działania na rzecz efektywności energetycznej budynków oraz operacji magazynowych klientów. Dzięki certyfikatom REC i instalacjom fotowoltaicznym firma korzysta z czystszego miksu energii elektrycznej.
Firma wspiera swoją ekspercką wiedzą i długoletnim doświadczeniem studentów i uczniów szkół średnich. Współpracując z Wyższą Szkołą Logistyki w Poznaniu organizuje wykłady na uczelniach oraz prelekcje w magazynach.

## Nagrody i wyróżnienia
Kuehne+Nagel zostało docenione licznymi tytułami oraz wyróżnieniami za jakość świadczonych usług oraz dbałość o codzienne obowiązki:
- Srebrny Listek CSR w X, XI, XII zestawieniu Listków CSR Tygodnika Polityk oraz Srebrny Listek ESG w XIII zestawieniu konkursu, przygotowanego we współpracy z Forum Odpowiedzialnego Biznesu oraz firmą Deloitte[18][19][20][21]

- XVIII Ranking ESG. Odpowiedzialne Zarządzanie - Kuehne+Nagel na drugiej pozycji wśród firm z sektora "transport, logistyka, usługi"[22]
- wyróżnienie platformy seaexplorer w zestawieniu Najlepsze produkty dla MŚP 2021 Gazety Finansowej[23]
- wyróżnienie Polskiego Towarzystwa Logistycznego 2020 za program środowiskowy Net Zero Carbon[24]
- pierwsza pozycja w rankingu 50 Największych Spedytorów Morskich 2018 – publikowany ranking bazuje na danych dotyczących ekwiwalentu transportowanych 20-stopowych kontenerów morskich na świecie[25]
- Platforma Sea Explorer Najlepszym Produktem dla Korporacji – ranking 1000 największych firm Polsce opublikowany przez Gazetę Finansową. Jednocześnie Kuehne+Nagel otrzymało wyróżnienie Najlepsze Produkty dla Korporacji 2018 za wdrożoną platformę Sea Explorer[26]
- Lider Bezpiecznej Pracy W Magazynie – nagroda wydawnictwa log4.pl za 2017 i 2016 rok[27]
- Najlepsze produkty dla biznesu 2017 – nagroda Gazety Finansowej w kategorii „Transport” za system KN FreightNet[28] umożliwiający efektywną i wygodną wycenę oraz rezerwację transportu online przy doskonałej obsłudze klienta.
- The Lifetime Achievement Award – nagroda przyznana przez The Warsaw Business Journal Group za osiągnięcia w pracy, zaufanie, uzyskane wyniki i pozycję na rynku[29]
- Employer Branding Excellence Awards – dwie nagrody w kategoriach: wewnętrzna kampania wizerunkowa 2017 oraz innowacja Employer Branding 2017[30]